# 美輪明宏 薔薇色の日曜日
美輪明宏 薔薇色の日曜日（みわあきひろ ばらいろのにちようび）は、2003年10月から2020年3月29日までTBSラジオ制作で毎週日曜日の朝に全国放送されていた、美輪明宏の冠ラジオ番組である。

## 概要
放送開始は2003年10月。TBSラジオで毎週日曜日の朝に放送されているワイド番組『プレシャスサンデー』シリーズの1コーナーとして始まったが、2009年4月からは全国のJRN各局にも配信されるようになった。
内容は多岐に渡り、美輪がリスナーから募集した人生の悩みに対してアドバイスしたり、リスナーから募集した「私にとっての薔薇色の時間」を紹介したり、自身が世の中で起きている出来事について自分なりの考えを述べるコラムを放送したり、自身が手掛ける演劇についての詳細について述べたりしている。放送時間が限られているため全部は放送できず、毎週違った内容となる。
番組の提供はTBSラジオに限り、自身が手掛ける演劇のホームグラウンドであるPARCO劇場と自身の著作物を発行しているPARCO出版局。
2020年3月29日の放送をもって終了。16年半の歴史に幕を降ろした。

## ネット局
※放送時間は2019年11月現在でJST表記。いずれの局でもノンスポンサーで放送。※三才ブックス刊行『ラジオ番組表』などによる。
| 放送対象地域 | 放送局名        | 放送日 | 放送時間      | 放送開始時期                | 備考                              |
| ------------ | --------------- | ------ | ------------- | --------------------------- | --------------------------------- |
| 関東広域圏   | TBSラジオ       | 日曜日 | 7:05 - 7:15   | 放送開始 -                  | 『山形純菜 プレシャスサンデー』内 |
| 山梨県       | 山梨放送（YBS） | 日曜日 | 6:45 - 6:54   | 2011年4月ネット開始         |                                   |
| 石川県       | 北陸放送（MRO） | 日曜日 | 6:25 - 6:35   | 2016年4月ネット開始         |                                   |
| 福井県       | 福井放送（FBC） | 日曜日 | 6:20 - 6:30   | 2014年4月ネット開始         |                                   |
| 長野県       | 信越放送（SBC） | 日曜日 | 7:00 - 7:10   | 2017年10月8日からネット再開 |                                   |
| 静岡県       | 静岡放送（SBS） | 日曜日 | 11:45 - 11:55 | 2009年4月ネット開始         |                                   |
| 岡山県       | RSK山陽放送     | 日曜日 | 9:00 - 9:10   | 2009年10月ネット開始        |                                   |
| 高知県       | 高知放送（RKC） | 日曜日 | 6:50 - 7:00   | 2009年4月ネット開始         |                                   |
| 長崎県       | 長崎放送（NBC） | 日曜日 | 8:45 - 8:55   | 2009年10月ネット開始        |                                   |
| 佐賀県       | NBCラジオ佐賀   | 日曜日 | 8:45 - 8:55   | 2010年4月ネット開始         |                                   |

### 過去のネット局
| 放送対象地域   | 放送局名          | 放送日 | 放送時間      | 放送期間                                                     |
| -------------- | ----------------- | ------ | ------------- | ------------------------------------------------------------ |
| 北海道         | 北海道放送（HBC） | 日曜日 | 7:35 - 7:45   | 2009年4月から2013年3月まで放送                               |
| 青森県         | 青森放送（RAB）   | 日曜日 | 7:40 - 7:50   | 2009年4月から2013年9月まで放送                               |
| 秋田県         | 秋田放送（ABS）   | 日曜日 | 6:30 - 6:40   | 2011年4月から2016年9月25日まで放送                           |
| 山形県         | 山形放送（YBC）   | 日曜日 | 8:10 - 8:20   | 2009年4月から2014年9月まで放送                               |
| 中京広域圏     | CBCラジオ（CBC）  | 日曜日 | 12:40 - 12:50 | 2009年10月から2010年3月、2010年10月から2016年4月24日まで放送 |
| 鳥取県・島根県 | 山陰放送（BSS)    | 日曜日 | 9:20 - 9:30   | 2013年4月から2013年9月、2014年10月から2016年3月27日まで放送  |
| 広島県         | 中国放送（RCC）   | 日曜日 | 8:20 - 8:30   | 2010年10月から2011年4月、2015年4月から2016年1月3日まで放送   |
| 愛媛県         | 南海放送（RNB)    | 日曜日 | 8:00 - 8:10   | 2013年4月から2016年9月25日まで放送                           |
| 大分県         | 大分放送（OBS）   | 日曜日 | 6:35 - 6:45   | 2009年4月から2012年3月まで放送                               |
| 宮崎県         | 宮崎放送（MRT）   | 日曜日 | 8:40 - 8:50   | 2009年10月から2012年3月まで放送                              |

※毎日放送（MBS）は、2019年まで1時間の新春特番「美輪明宏 薔薇色の日曜日スペシャル 愛の手引書20XX」のみネット。